# Celas (Culleredo)
Celas (llamada oficialmente Santa María de Celas) es una parroquia y una aldea española del municipio de Culleredo, en la provincia de La Coruña, Galicia.

## Geografía
La parroquia de Celas se sitúa en el extremo sur del municipio de Culleredo, ocupando la parte alta del Valle de Veiga, en una vega muy fértil regada por el río dos Pregos y otros arroyos. Tras este valle el territorio parroquial se vuelve abrupto y sube en fuerte pendiente hasta la cima del Monte Xalo (vértice geodésico a 514 metros de altitud), con lo que la parroquia cuenta con una fuerte dualidad: la vega baja (donde se encuentra casi toda la población) y las cuestas del Monte Xalo, donde únicamente se hallan los núcleos de A Ermida y "Ternande", los más altos de la parroquia y de los más altos del municipio de Culleredo.

## Entidades de población
Entidades de población que forman parte de la parroquia:
- A Gándara
- Hermida de Ternande (A Ermida de Ternande). Dividida en Hermida (A Ermida) y Ternande.
- Celas
- O Morteiral
- Peiro de Arriba
- Rumbo
- Vinxeira Grande
- Vinxeira Pequena

## Demografía

### Parroquia
| Gráfica de evolución demográfica de Celas (parroquia) entre 2000 y 2021 |
|                                                                         |
| Datos según el nomenclátor publicado por el INE.                        |

### Aldea
| Gráfica de evolución demográfica de Celas (aldea) entre 2000 y 2021 |
|                                                                     |
| Datos según el nomenclátor publicado por el INE.                    |

## Patrimonio
En Celas se halla la Torre de Celas, perteneciente a la antigua fortaleza medieval de Vinseira o Torre de Vinseira Pequena. Perteneció a la poderosa casa nobiliaria de los Andrade y ya consta su existencia en el año 1395.